# Kurt-Werner Basarke
Kurt-Werner Basarke (* 24. Februar 1901 in Dramburg; † 2. Oktober 1991 in Dortmund) war ein Verwaltungsjurist, Landrat in Dillenburg und Oberkreisdirektor des Kreises Wittgenstein.

## Leben und Wirken
Kurt-Werner Basarke wurde in der damaligen Provinz Pommern geboren. Seine Eltern waren der Seminaroberlehrer Emil Basarke und seine Ehefrau Else, geb. Fink.
Basarke besuchte die Stadtschule in Mohrungen und das Reformgymnasium in Rastenburg.
Vom 1. April 1919 bis 31. März 1922 nahm er ein Jurastudium in Königsberg auf. Sein erstes juristisches Staatsexamen absolvierte Basarke, der sich damit für den höheren Verwaltungsdienst qualifizierte, am 27. Mai 1922. Hieran schlossen sich Referendariate beim Oberlandesgericht Königsberg (26. Juni 1922 bis 12. Januar 1923), Amtsgericht Preußisch Eylau im damaligen Ostpreußen (26. Juni 1922 bis 10. September 1922), Amtsgericht Tapiau in der heutigen zu Russland gehörenden Oblast Kaliningrad (11. September 1922 bis 25. Dezember 1922) und beim Landgericht Königsberg (26. Dezember 1922 bis 12. Januar 1923) an. Basarke wurde bereits 1924 mit der Dissertation „Das Recht der Ehescheidung im Deutschen internationalen Privatrecht“ promoviert.
Nach Tätigkeiten als Regierungsreferendar bei den Regierungen Düsseldorf und Wiesbaden (13. Januar 1923 bis 7. Mai 1926) trat Basarke am 7. November 1925 seinen Dienst in Merseburg an. In der Zeit vom 28. Mai 1926 bis 25. Juli 1933 war er als Assessor beim Landkreis Dortmund angestellt.
In dieser Zeit sind weitere Verwendungen bei den Landratsämtern Luckau und Hirschberg (Oktober 1927 bis Januar 1929) aktenkundig. Vom 17. November 1932 bis Juli 1933 war Basarke beim Oberversicherungsamt Dortmund beschäftigt. Im Frühjahr 1933 Zeit erhob man gegen ihn den Vorwurf der unzulänglichen Amtsführung. Der Bezirksregierung Arnsberg schrieb in seinem Bericht vom 5. Juli 1933 an den preußischen Innenminister, Basarke sei „marxistisch eingestellt“. Das preußische Innenministerium entließ Basarke daher mit Weisung vom 17. Juli 1933 und begründete die Entlassung mit dem § 4 des Gesetzes zur Wiederherstellung des Berufsbeamtentums, ordnete aber die Beibehaltung der Bezüge als Assessor bis zum 31. Oktober 1933 an.
Ende 1933 beantragte Basarke den Beitritt zur SA, der aber im Februar 1934 abgelehnt wurde. Basarke war danach drei Jahre ohne Arbeit; insgesamt war er circa neun Jahre nur geringfügig („Tagelöhner“) beschäftigt. In den Jahren 1938/1939 litt Basarke an einer Leberentzündung, die sich 1941 in Schüben fortsetzte. Vom 5. Dezember 1939 bis 30. November 1943 war Basarke als Zivilangestellter beim Wehrkreiskommando VI in Münster beschäftigt. Dem schloss sich eine kurze Tätigkeit beim Wirtschaftsamt der Stadt Dortmund vom 1. April 1944 bis 31. Juli 1944 an.
Es folgten zwei kurze Episoden in Führungspositionen von Kreisverwaltungen:
Vom 6. Juli bis 24. Juli 1945 war Basarke Landrat in St. Goarshausen, danach vom August 1945 bis Juni 1946 Landrat im Dillkreis.
Am 21. Juni 1946 wählte der Kreistag des Kreises Wittgenstein Basarke, vorbehaltlich der Zustimmung der britischen Militärregierung, zum Oberkreisdirektor (OKD).
Am 1. Juli 1946 nahm Kurt-Werner Basarke seine Tätigkeit als Oberkreisdirektor des Landkreises Wittgenstein auf. Einige Zeit später wurden nicht näher zu konkretisierende Vorwürfe gegen den neuen OKD erhoben. Am 21. März 1947 wurde Basarke zunächst bis zum Abschluss der gegen ihn zu führenden Untersuchungen beurlaubt; an diesem Tag übergab er die Amtsgeschäfte an seinen Vertreter. Mit Beschluss des Kreistages vom 1. April 1947 sollte Basarke mit einer halben Stelle auf Probe eingestellt werden. Am 22. Juli 1947 lehnte Basarke die Annahme der halben Stelle auf Probe ab. Daraufhin beschloss der Kreistag in seiner Sitzung vom 30. September 1947, das Dienstverhältnis mit Basarke ab sofort zu beenden. Mit der Vertretung des OKD wurde Kreisoberinspektor Markowsky beauftragt. Am 15. November 1947 wählte der Kreistag den früheren Landrat des Kreises, Eberhard Brossok zum neuen OKD, den man am 1. Juni 1948 zunächst im Angestelltenverhältnis auf die Dauer von sechs Monaten einstellte. In den folgenden Sitzungen des Kreistages ist Brossok jedoch nur bis 15. November 1948 als Vorsitzender nachweisbar, danach führte Markowsky wieder als Abwesenheitsvertreter die Amtsgeschäfte. Am 7. November 1950 beschloss der Kreistag die sofortige Wiedereinstellung von Basarke.
Aber am 5. August 1952 gipfelte ein erneutes Zerwürfnis mit Basarke im Beschluss des Kreistages, den Behördenleiter mit sofortiger Wirkung zu beurlauben. Mit der kommissarischen Wahrnehmung der Aufgaben des OKD wurde nun vom 7. Oktober 1952 bis zum 15. März 1955 der Oberregierungsrat Paul Lemnitz beauftragt.
Der Kreistag beschloss in seiner Sitzung vom 30. Oktober 1953, die Beamteneigenschaft Basarkes für nichtig zu erklären, da er sich arglistig getäuscht sah. Letztlich währte Basarkes Amtszeit als Oberkreisdirektor vom 1. Juli 1946 bis zum 15. März 1955, wobei er jedoch bereits ab dem 22. August 1952 suspendiert war. Basarke verbrachte seine Zeit ab 15. März 1955 im Wartestand und wurde zum 30. Juni 1958 pensioniert.

## Familie
Kurt-Werner Basarke war seit 17. Juni 1930 mit Elsa geb. Heinrich (* 20. September 1904 in Wallau/Taunus; † 13. August 1996 in Bad Harzburg) verheiratet. Aus der Ehe gingen 1932, 1942 und 1949 drei Töchter hervor. Basarke lebte zuletzt in Dortmund, wo er am 2. Oktober 1991 im Alter von 90 Jahren verstarb.

## Publikationen
- Das Recht der Ehescheidung im Deutschen Internationalen Privatrecht, Art. 17 EG. z. BGB., [Para] 606 ZPO. ; unter besonderer Berücksichtigung der Rechtsprechung des Reichsgerichts, 1924.
- Das Recht der Luftfahrt mit deutschen Luftfahrzeugen und seine Handhabung im Reich und in Preußen , in: Zeitschrift für Luftrecht (später Zeitschrift für Luftrecht und Weltraumsrechtsfragen , ZLW) ,1927/28.